# Gastrozona hirtiventris
Gastrozona hirtiventris är en tvåvingeart som beskrevs av Chen 1948. Gastrozona hirtiventris ingår i släktet Gastrozona och familjen borrflugor. Inga underarter finns listade i Catalogue of Life.